# Gregorc
Priimek Gregorc je po podatkih Statističnega urada Republike Slovenije 548. najbolj pogost priimek v Sloveniji, ki ga je na dan  1. januarja 2010 uporabljalo 534 oseb. Je izvedenka iz osebnega imena Gregor. Pojavlja se tudi v obliki Gregorec.

## Znani nosilci priimka
- Aleš Gregorc (*1962), veterinar (čebelarstvo), prof. FKBV UM
- Alenka Kraigher Gregorc (1942—2005), slavistka, prevajalka
- Anthony F. Gregorc, ameriški izobraževalni praktik in teoretik
- Blaž Gregorc (*1990), hokejist
- Cveto Gregorc (1936—2013), strokovnjak za (avto)ceste
- David Gregorc, klarinetist
- Dragotin Gregorc (1883—1969), kulturnoprosvetni delavec, šolnik, publicist
- Ivo Gregorc (1925—2014), ekonomist
- Janez Gregorc (1934—2012), skladatelj, glasbeni producent, profesor AG za džezovsko glasbo
- Janko Gregorc (1905—1989), skladatelj, saksofonist
- Jerica Gregorc Bukovec (*1980), zborovska dirigentka (zborovodkinja)
- Jože Gregorc (1914—2003), zborovodja, dirigent, glasbeni pedagog, urednik, gledališčnik
- Jurij Gregorc (1916—1985), skladatelj, glasbeni pedagog
- Luka Gregorc (*1984), tenisač
- Marija Gregorc (1922—2017), amaterska slikarka
- Marjeta Gregorc (Greta Pečnik) (1924—2006), kiparka in slikarka samorastnica
- Marko Gregorc, novinar
- Pankracij Gregor(e)c (1867—1920), duhovnik in književnik
- Pavle Gregorc (1942—2008), enigmatik (ugankar)
- Peter Gregorc (1928—1991), kemik, energetik
- Rajko Gregorc (1910—1992), planinec
- Srečko Gregor(e)c (1894—1972), duhovnik, urednik in pisatelj
- Tatjana Gregorc, biologinja
- Vlasta Gregorc Novšak, kirurginja